# Hrvatski vaterpolski kup 2019.
Kup Hrvatske u vaterpolu za sezonu 2019./20. je 28. izdanje natjecanja. Branitelj naslova je bio "Jug Adriatic osiguranje" iz Dubrovnika. Svoj deveti naslov, prvi nakon osam godina, osvojila je zagrebačka Mladost.

## Sustav natjecanja
Natjecanje se igra u dva dijela - kvalifikacijama i završnom turniru, a sudjelovalo je 10 klubova. U kvalifikacijama su bile formirane dvije skupine po pet klubova, a prve dvije momčadi iz svake skupine su se plasirale na završni turnir.

## Sudionici
- Galeb Makarska rivijera - Makarska
- Jadran - Split
- Jug Croatia osiguranje - Dubrovnik
- Medveščak - Zagreb
- HAVK Mladost - Zagreb
- Mornar Brodospas - Split
- OVK POŠK - Split
- Primorje Erste banka - Rijeka
- Siscia - Sisak
- Solaris - Šibenik
- Zadar 1952 - Zadar

## Rezultati i ljestvice

### Kvalifikacije

#### Prvi dio

##### Skupina A
Igrano u Splitu. 
Ljestvica
| mj | klub     | ut | pob | ner | por | gol+ | gol- | bod |                |
| -- | -------- | -- | --- | --- | --- | ---- | ---- | --- | -------------- |
| 1. | OVK POŠK | 2  | 2   | 0   | 0   | 33   | 20   | 6   | završni turnir |
| 2. | Galeb    | 2  | 1   | 0   | 1   | 23   | 25   | 3   | završni turnir |
| 3. | Zadar    | 2  | 0   | 0   | 2   | 19   | 30   | 0   |                |

Rezultati
| 1. listopada 2019.    | 1. listopada 2019. |
| --------------------- | ------------------ |
| OVK POŠK - Zadar 1952 | 17:10              |
|                       |                    |

| 1. listopada 2019. | 1. listopada 2019. |
| ------------------ | ------------------ |
| Zadar 1952 - Galeb | 9:13               |
|                    |                    |

| 1. listopada 2019. | 1. listopada 2019. |
| ------------------ | ------------------ |
| Galeb - OVK POŠK   | 10:16              |
|                    |                    |

##### Skupina B
Igrano u Šibeniku. 
Ljestvica
| mj | klub      | ut | pob | ner | por | gol+ | gol- | bod |                |
| -- | --------- | -- | --- | --- | --- | ---- | ---- | --- | -------------- |
| 1. | Primorje  | 2  | 2   | 0   | 0   | 43   | 19   | 6   | završni turnir |
| 2. | Solaris   | 2  | 2   | 0   | 0   | 34   | 15   | 6   | završni turnir |
| 3. | Medveščak | 3  | 1   | 0   | 2   | 37   | 39   | 3   |                |
| 4. | Siscia    | 3  | 0   | 0   | 3   | 20   | 61   | 0   |                |

Rezultati
| 1. listopada 2019.   | 1. listopada 2019. |
| -------------------- | ------------------ |
| Primorje - Medveščak | 16:10              |
| Siscia - Solaris     | 5:17               |
|                      |                    |

| 2. listopada 2019.  | 2. listopada 2019. |
| ------------------- | ------------------ |
| Medveščak - Solaris | 10:17              |
| Primorje - Siscia   | 27:9               |
|                     |                    |

| 2. listopada 2019. | 2. listopada 2019. |
| ------------------ | ------------------ |
| Siscia - Medveščak | 6:17               |
| Solaris - Primorje | :                  |
|                    |                    |

#### Drugi dio

##### Skupina A
Igrano u Zagrebu. 
Ljestvica
| mj | klub      | ut | pob | ner | por | gol+ | gol- | bod |                |
| -- | --------- | -- | --- | --- | --- | ---- | ---- | --- | -------------- |
| 1. | Mladost   | 3  | 3   | 0   | 0   | 61   | 22   | 9   | završni turnir |
| 2. | Jadran ST | 3  | 2   | 0   | 1   | 57   | 25   | 6   | završni turnir |
| 3. | Galeb     | 3  | 1   | 0   | 2   | 27   | 57   | 3   |                |
| 4. | Primorje  | 3  | 0   | 0   | 3   | 13   | 54   | 0   |                |

Rezultati
| 15. listopada 2019. | 15. listopada 2019. |
| ------------------- | ------------------- |
| Mladost - Primorje  | 17:6                |
| Galeb - Jadran ST   | 7:24                |
|                     |                     |

| 16. listopada 2019.  | 16. listopada 2019. |
| -------------------- | ------------------- |
| Primorje - Jadran ST | 1:22                |
| Mladost - Galeb      | 27:5                |
|                      |                     |

| 16. listopada 2019. | 16. listopada 2019. |
| ------------------- | ------------------- |
| Jadran ST - Mladost | 11:17               |
| Galeb - Primorje    | 15:6                |
|                     |                     |

##### Skupina B
Igrano u Dubrovniku. 
Ljestvica
| mj | klub     | ut | pob | ner | por | gol+ | gol- | bod |                |
| -- | -------- | -- | --- | --- | --- | ---- | ---- | --- | -------------- |
| 1. | Jug      | 3  | 3   | 0   | 0   | 54   | 15   | 9   | završni turnir |
| 2. | Solaris  | 3  | 2   | 0   | 1   | 23   | 26   | 6   | završni turnir |
| 3. | Mornar   | 3  | 1   | 0   | 2   | 25   | 32   | 3   |                |
| 4. | OVK POŠK | 3  | 0   | 0   | 3   | 20   | 49   | 0   |                |

Rezultati
| 14. listopada 2019. | 14. listopada 2019. |
| ------------------- | ------------------- |
| Solaris - Mornar    | 6:5                 |
| Jug - OVK POŠK      | 23:4                |
|                     |                     |

| 15. listopada 2019. | 15. listopada 2019. |
| ------------------- | ------------------- |
| Mornar - OVK POŠK   | 15:10               |
| Solaris - Jug       | 6:15                |
|                     |                     |

| 15. listopada 2019. | 15. listopada 2019. |
| ------------------- | ------------------- |
| Jug - Mornar        | 16:5                |
| OVK POŠK - Solaris  | 6:11                |
|                     |                     |

### Završni turnir
Igrano u Splitu, 23. i 24. studenog 2019.
| klub1         | rez.          | klub2         |               |
| poluzavršnica | poluzavršnica | poluzavršnica | poluzavršnica |
| ------------- | ------------- | ------------- | ------------- |
| Mladost       | 11:8          | Solaris       |               |
| Jug           | 17:8          | Jadran ST     |               |
|               |               |               |               |
| završnica     |               |               |               |
| Mladost       | 16:12         | Jug           |               |

## Unutarnje poveznice
- Prvenstvo Hrvatske 2020.

## Vanjske poveznice
- hvs.hr